# زكريا إبراهيم
زكريا إبراهيم (24 يوليو 1924- 27 أبريل 1976) مفكر وكاتب مصري. ولد الدكتور زكريا إبراهيم في مدينة القاهرة في 24 يوليو 1924، حاصل على شهادة الدكتوراه من جامعة السوربون، عمل كأستاذ للفلسفة في جامعة القاهرة، ألف أكثر من 35 كتاب في مجالات الفلسفة والتربية، وعلم النفس وعلم الاجتماع والسير والتراجم، ومن أشهر مؤلفاته سلسلة (مشكلات الفلسفة). توفي في 27 أبريل 1976 في المغرب.

## حياته وتعليمه
تلقي تعليمه الابتدائي والثانوي في «مدرسة فاروق الأول الثانوية»؛ التحق بكلية الآداب قسم الفلسفة في عام 1940 وتخرج منها عام 1944. كان من بين زملائه في نفس الدفعة الدكتور يحيي هويدي عميد كلية الآداب جامعة القاهرة سابقا (؟ – 2014)؛ ووهيب عطا الله جرجس (1919- 2001) “المتنيح الأنبا غريغوريوس أسقف البحث العلمي في الكنيسة القبطية فيما بعد ”.
حصل علي درجة الماجستير في الفلسفة من جامعة القاهرة وكانت حول الفيلسوف الفرنسي «موريس بولندل» عام 1949، سافر بعدها إلى فرنسا للحصول على درجة الدكتوراه من جامعة السوربون، وكانت حول الفيلسوف الأمريكي «وليم ارنست هوكنج»، وحصل عليها بتقدير امتياز عام 1954، وعاد بعدها إلى مصر وعمل أستاذا للفلسفة بجامعة القاهرة، وتدرج بعدها في المناصب حتى وصل إلى منصب رئيس قسم الفلسفة بجامعة القاهرة. كما أنتدب للتدريس في جامعات الخرطوم والأردن والمغرب.

## مؤلفاته
- مشكلة الفلسفة (1963م)
- مشكلة الحب (1964).
- مشكلة الحرية (1967).
- مشكلة الفن (1967).
- المشكلة الخلقية (1969)
- مشكلة الحياة (1971).
- مشكلة الإنسان.
- مشكلة البنية.

وفي سلسلة نوابغ الفكر الغربي كتب كتاب “برجسون” (1956)، وفي سلسلة عبقريات فلسفية كتب:
- كانط والفلسفة النقدية (1963).
- هيجل والفلسفة المثالية.
- ماركس أو المادية الجدلية.

## أعماله
كما كتب بالغ الأهمية في تاريخ الفلسفة الحديثة والمعاصر بعنوان “دراسات في الفلسفة المعاصرة ” وقد صدرت طبعته الأولى عام 1968، وكتب كتابا عن “الفلسفة الوجودية” صدر عام 1957، وكتاب “تأملات وجودية“ وقد صدر عام 1963. وفي مجال الفن كتب كتاب “فلسفة الفن في الفكر المعاصر” وقد صدر عام 1966 ؛ وكتاب”الفنان والإنسان” وقد صدر عام 1973. وفي مجال المرأة والأسرة كتب كتاب “سيكولوجية المرأة” ؛ وكتاب “الزواج والاستقرار النفسي” وقد صدر عام 1957. وعن أهمية الضحك والفكاهة كتب كتاب “سيكولوجية الفكاهة والضحك” وقد صدر عام 1958. وفي مجال الدراسات الاجتماعية كتاب كتاب “الأخلاق والمجتمع” وقد صدر عام 1966؛ وكتاب “الجريمة والمجتمع” وقد صدر عام 1959؛ وكما كتب أيضا كتاب “الثقافة الاجتماعية والمنطق ” وقد صدر عام 1959. وأخيرا كتب في مجال الدراسات الاجتماعية كتاب “مباديء الفلسفة والأخلاق“ وقد صدر عام 1966. كما شارك في سلسلة أعلام العرب التي كانت تصدر عن دار المعارف وكتب فيها كتابين هما: ”أبو حيان التوحيدي“ وقد صدر عام 1964؛ وكتاب “أبن حزم” وقد صدر عام 1966. وفي مجال الشباب كتب كتابا هاما بعنوان “نداءات إلى الشباب العربي”. في مجال الترجمة ترجم سيادته كتاب “الزمان والأزل“ مقال في فلسفة الدين للفيلسوف الإنجليزي ولتر ستيبس وراجعه الدكتور أحمد فؤاد الأهواني، وقد صدرت عنه طبعة خاصة ضمن مكتبة الأسرة في سلسلة “إنسانيات” عام 2013.
كتب الدكتور زكريا إبراهيم العديد والعديد من المقالات الصحفية في العديد من المجلات الثقافية مثل مجلة “المجلة” و”مجلة الفكر المعاصر” ومجلة «القافلة» حيث كان من ضمن هيئة المستشارين للمجلة خلال فترة رئاسة الدكتور فؤاد زكريا (1927 - 2010) لتحريرها. ولقد كتب مقالا بعنوان “فلسفة تمجد الإنسان” في العدد الخاص الصادر عن الفيلسوف البريطاني برتراند راسل (1872 - 1970) في مجلة الفكر المعاصر عدد شهر ديسمبر 1967، كما ساهم في الكتابة عن العدد التذكاري الخاص بالزعيم الراحل جمال عبد الناصر (1918 - 1970) في عدد شهر نوفمبر 1970 من مجلة الفكر المعاصر.
اهتم الدكتور زكريا إبراهيم بالمجال الكنسي منذ فجر شبابه، فلقد خص مجلة اليقظة لصاحبها القمص إبراهيم لوقا (1897- 1950) ببعض المقالات اللاهوتية والفلسفية وهو لم يزل طالبا بعد بكلية الآداب قسم الفلسفة، ومنها:
- أكتوبر 1939 مقالة ”طب النفوس”.
- أكتوبر 1941 مقالة بعنوان “مشكلة الجبر والاختيار في المسيحية (الحلقة الأولى).
- نوفمبر 1941 مقالة بعنوان ”مشكلة الجبر والاختيار في المسيحية (الحلقة الثانية).
- يناير 1942 مقالة بعنوان “الله“ الحلقة الأولى.
- فبراير 1942 مقالة بعنوان ”الله“ الحلقة الثانية.

وفور تخرجه من كلية الآداب عام 1944 وفور تأسيس مجلة مدارس الأحد عام 1947، كان من بين الرعيل الأوائل الذين اهتموا بالكتابة في هذه المجلة بجانب عدد كبير من قادة الفكر القبطي الذين لعبوا دورا خطيرا في التعليم الكنسي فيما بعد منهم: نظير جيد (شنودة الثالث) – وهيب عطا الله (الأنبا غريغوريوس) – الدكتور وليم سليمان قلادة – الدكتور سليمان نسيم – رمزي عزوز (الأنيا يؤانس أسقف الغربية فيما بعد) – عبد المسيح بشارة (الانبا اثناسيوس مطران بني سويف فيما بعد) – كمال حبيب (الأنبا بيمن أسقف ملوي فيما بعد)- ا الدكتور مراد كامل – الدكتور مراد وهبة.
من ضمن المقالات:-
1- حياة القديس أوغسطينوس (أبريل 1947).
2- رسائل في كلمات (مايو 1947)، وتضمنت “كونوا رجالا - أغمضوا عيونكم - لا تستثقلوا وصاياه”.
3- رسائل في كلمات (يونيو 1947)، وتضمنت “راقبوا أفكاركم - حاسبوا ضمائركم - أعلوا على أنفسكم”، وفي نفس العدد ترجمة قصة للكاتب الفرنسي “لامنيه” بعنوان العناية الإلهية.
4- أوجدوا النادي الصيفي (يوليو 1947).
5- الآن (أغسطس 1947).
6- تأثير مدرس في تلاميذه من الناحية العملية الجزء الأول (سبتمبر 1947).
7- تأثير المدرس على تلاميذه من الناحية العملية الجزء الثاني (أكتوبر 1947).
8- قدسية الزواج (فبراير 1948).
9- خطاب مفتوح من المسيحية إلى المسيحين (أبريل 1948).
10- في سبيل الإصلاح (مايو 1948).
11- أصنام العصر الحديث ”عبادة الذات – عبادة المال – عبادة العلم” (سبتمبر 1948).
12- نقيق الضفادع (أكتوبر 1948).
13- حاجتنا إلى ثقافة روحية (يناير 1949)، ذكر فيه ضرورة الاهتمام بالثقافة الروحية عن طريق الاهتمام بالكتب حيث قال “أننا في حاجة إلى نهضة ثقافية شاملة فلابد أن نقدم للشعب القبطي سلسلة قيمة من المؤلفات الدينية الجديدة والكتب الروحية الممتازة، ولعلنا أحوج مانكون إلى مثل هذه الحركة حتى يقبل الشباب القبطي على دراسة المسيحية وتفهم معانيها السامية، فلو أننا حرصنا على أن نقدم للقراء كتبا ممتازة تجمع إلى قوة الإقناع وبراعة العرض وحسن التشويق وجمال الأسلوب، لأقبل الشباب المثقف على قراءة الكتب الدينية بشغف ولذة، ولعل من واجب الشباب القبطي أن يساهم بالقسط الأوفر في هذه الحركة الثقافية الكبرى حتي نشبع حاجة الشعب إلى الثقافة الروحية ونزيد من إقبال الناس علي الإطلاع الديني“.
14- مذكرات قبطي في باريس (يناير 1951) يظهر فيها حرصه على الصلاة الروحية حتى وهو في بلاد الغربة، حيث يذكر في مذكراته تحت يوم 14 يونيو 1951: “قرأت اليوم بحثا فلسفيا عن الصلاة؛ وكم أود لو أستطعت نقله إلى العربية، ولكن الغريب أن نعمة الله تفتقدني دائما فقد فترت صلواتي منذ حين، ومن أجل هذا ساقتني العناية الإلهية إلى هذا البحث الفلسفي لكي يذكرني بقيمة الصلاة، والأعجب من ذلك أني رأيت أيضا في الحلم منذ بضعة أيام أن والدتي جاءت تلومني لأنني لم أفكر في الاتصال بخالقي قبل أن أذهب إلى الفراش؛ ومن يدري فربما تكون هناك قلوب طاهرة ترفع الصلوات من أجلي كل حين، وبفضل هذه الصلوات لم تختنق في نفسي بقية من إيمان”.
15- معنى الحياة الإنسانية (يونيو ويوليو 1954)؛ ومن العبارات الجميلة التي وردت في ذلك المقال قوله: ”أما جوهر الحياة الإنسانية الحقيقية فهو ذلك النزوع الأسمى إلى ما هو أفضل؛ وتلك الرغبة المستمرة في التقدم؛ فالإنسان يتحكم في الطبيعة ويظل دائما في حالة قلق مستمر وحنين دائم إلى ماهو غير موجود، والصفة المميزة الأولى للإنسان هي هذا القلق المستمر، ولا تتمثل عظمة الحياة الإنسانية إلا في شعور الإنسان بسمو إرادته وقدرته المستمرة على العمل والنشاط“.
واذا ماحاولنا أن نطلع على كتاب “دراسات في الفلسفة المعاصرة” نجده يحصرها في الاتجاهات التالية:
1- الاتجاه المادي: ويمثله كل من الفيلسوف البريطاني برتراند راسل، والوضعية المنطقية ومن أشهر ممثليها دائرة فيينا في النمسا، والمادية الجدلية ويمثلها “كارل ماركس“ (1818 - 1883).
2-الاتجاه الروحي أو (فلسفة الفكر): ويمثله الفيلسوف الإيطالي “كروتشة“ (1866 - 1953)، والكانطيون الجدد ومن أشهرهم أرنست كاسيرز (1874 - 1945).
3- الاتجاه الحيوي أو (فلسفة الحياة): ويمثله الفيلسوف الفرنسي “هنري برجسون“ (1859 - 1941)، والفيلسوف الألماني “ولهم دلتاي“ (1833 - 1911)، “ وشبنجلر“ (1880 - 1936).
4- الاتجاه الفنومنولوجي “الظاهري” أو (فلسفة الماهية): ويمثله الفيلسوف الألماني “أدموند هوسرل“ (1859 - 1938)، و“ماكس شيلر" (1874 - 1928).
5- الاتجاه الأونطولوجي أو (فلسفة الكينونة): ويمثلها “صمويل إسكندر“ (1859 - 1938) و“وايتهد" (1861 - 1947)، ومن الممكن أن يدخل في هذا الاتجاه المدرسة التوماوية الجديدة (أتباع توما الأكويني) ويمثلهم “جاك ماريتان" (1882 – 1973) و“ايتين جيلسون" (1884 - 1978).
6-الاتجاه الوجودي أو (فلسفة الوجود): ويمثلها “سورين كيركجورد" (1813 - 1855) و“مارتن هيدجر“ (1889 - 1976) و“جان بول سارتر“ (1905 - 1980) و“جبريل مارسيل“ (1889 - 1973).
أما المميزات العامة للفلسفات المعاصرة فيحددها زكريا إبراهيم في أن عصرنا هو: عصر التحليل – عصر التعقيد – عصر العودة إلى عالم الواقع – عصر العودة إلى الاهتمام بالإنسان – بروز الاهتمام بمشكلة القيم – عصر اللامذهبية. وفي كتاب فلسفة الفن في الفكر المعاصر، وبعد مقدمة شاملة عرض فيها اهتمام الفلاسفة بدراسة الجمال عبر العصور؛ ثم عرض بعد ذلك لفلسفة الفن عند برجسون، وكروتشة، جورج سانتيانا، جون ديوي، أندريه مالرو، ميرلو يونتي، ألبير كامو، جان بول سارتر، مارتن هيدجر، ومن فلاسفة الفكر العربي الحديث والمعاصر عرض لفلسفة عباس محمود العقاد، سلامة موسى، توفيق الحكيم، زكي نجيب محمود … الخ.